# 香港2001年度授勳及嘉獎名單
香港2001年授勳名單，2001年7月1日於憲報刊登，共有266人授勳及嘉獎，這是香港回歸以來第4份全面的授勳名單。授勳典禮於10月13日在禮賓府舉行。

## 授勳及嘉獎名單

### 大紫荊勳章
- 方心讓爵士，大紫荊勳賢，JP
- 李嘉誠先生，大紫荊勳賢，JP
- 楊光先生，大紫荊勳賢（六七暴動鬥委會前主席）

### 金紫荊星章
- 俞宗怡女士，GBS，JP
- 葉澍堃先生，GBS，JP
- 田北俊議員，GBS，JP
- 李國寶議員，GBS，JP
- 劉漢銓議員，GBS，JP
- 王見秋法官，GBS
- 任志剛先生，GBS，JP
- 何佐芝先生，GBS，JP
- 夏佳理先生，GBS，JP（Mr. Ronald Joseph ARCULLI, G.B.S., J.P.）
- 徐展堂博士，GBS，JP
- 梁智鴻醫生，GBS，JP
- 黃乾亨博士，GBS，JP
- 鄔維庸醫生，GBS，JP
- 廖烈文先生，GBS，JP
- 羅仲榮先生，GBS，JP
- 范達理先生，GBS（Mr. James Kerr FINDLAY, G.B.S.）
- 許淇安先生，GBS
- 鄭家純先生，GBS
- 鮑磊先生，GBS（Mr. Martin Gilbert BARROW, G.B.S.）
- 謝仕榮先生，GBS

### 金英勇勳章
- 趙順安先生，MBG（追授）

### 銀紫荊星章
- 韋徐潔儀女士，SBS，JP
- 周厚澄先生，SBS，JP
- 李乃熺博士，SBS，JP
- 李文彬先生，SBS，JP
- 周一嶽醫生，SBS，JP
- 林李靜文女士，SBS，JP
- 范鴻齡先生，SBS，JP
- 倪少傑先生，SBS，JP
- 梁湛添先生，SBS，JP
- 湯比達先生，SBS，JP（Mr. Peter James THOMPSON, S.B.S., J.P.）
- 廖長城先生，SBS，SC，JP
- 薛明先生，SBS，JP（Mr. Nigel Christopher Leslie SHIPMAN, S.B.S., J.P.）
- 簡達恆先生，SBS，JP（Mr. David Thomas Rhys CARSE, S.B.S., J.P.）
- 關高苕華女士，SBS，JP
- 史美倫女士，SBS，JP
- 伍沾德先生，SBS
- 徐國炯先生，SBS
- 羅友禮先生，SBS
- 羅正威先生，SBS，SC（Mr. Robert George KOTEWALL, S.B.S., S.C.）

### 銀英勇勳章
- 張日銘先生，MBS
- 陶志明先生，MBS
- 彭玉華先生，MBS
- 蔡汝成先生，MBS
- 鄭錦華先生，MBS

### 紀律部隊及廉政公署卓越獎章
香港警察卓越獎章
- 張之琛先生，PDSM
- 鮑博思先生，PDSM（Mr. Christopher David PROWSE, P.D.S.M.）

香港消防事務卓越獎章
- 劉樹林先生，FSDSM，JP
- 劉貴山先生，FSDSM

香港入境事務卓越獎章
- 黎棟國先生，IDSM
- 蕭松傑先生，IDSM

香港懲教事務卓越獎章
- 郭亮明先生，CSDSM
- 陳俊仁先生，CSDSM

香港廉政公署卓越獎章
- 陳德成先生，IDS

### 銅紫荊星章
- 楊耀忠議員，BBS
- 丁毓珠女士，BBS，JP
- 呂孝端先生，BBS，JP
- 沈秉韶醫生，BBS，JP
- 林濬先生，BBS，JP
- 高傑博先生，BBS，JP（Mr. Anthony Geoffrey COOPER, B.B.S., J.P.）
- 張炳良博士，BBS，JP
- 梁國輝博士，BBS，JP
- 湯啟康先生，BBS，JP
- 黃景強博士，BBS，JP
- 趙汝熙先生，BBS，JP
- 劉文煒先生，BBS，JP
- 劉漢華先生，BBS，JP
- 龐創先生，BBS，JP
- 蘇周艷屏女士，BBS，JP
- 蘇信先生，BBS，JP（Mr. Elmo Charles D'SOUZA, B.B.S., J.P.）
- 王忠桐先生，BBS
- 王家衛先生，BBS
- 朱家欣先生，BBS
- 李張慧美女士，BBS
- 杜大偉先生，BBS（Mr. David DODWELL, B.B.S.）
- 招楊淑貞女士，BBS
- 胡秀英教授，BBS
- 韋靄德先生，BBS（Mr. Michael Barrie WILDE, B.B.S.）
- 唐學元先生，BBS
- 夏安麗女士，BBS（Mrs. Johanna K. J. ARCULLI, B.B.S.）
- 捷成漢先生，BBS（Mr. Hans Michael JEBSEN, B.B.S.）
- 梁豐順先生，BBS
- 梅履善先生，BBS（Mr. David J. MORRIS, B.B.S.）
- 郭錫鈞先生，BBS
- 陳光先生，BBS
- 陳志堅先生，BBS
- 陳維信先生，BBS
- 陳錦靈先生，BBS
- 麥陳尹玲女士，BBS
- 費明儀女士，BBS
- 楊世彭博士，BBS
- 葉振開先生，BBS
- 談靈鈞先生，BBS
- 鄧光榮先生，BBS
- 蕭鳳霞教授，BBS
- 韓敬善法官，BBS（His Honour Judge Richard Neville HAWKES, B.B.S.）
- 關之義先生，BBS

### 銅英勇勳章
- 黃淑華女士，MBB
- 楊惠娟女士，MBB
- 鄺均明先生，MBB

### 紀律部隊及廉政公署榮譽獎章
香港警察榮譽獎章
- 石寄萍女士，PMSM
- 何國昌先生，PMSM
- 李煥倫先生，PMSM
- 李煒林先生，PMSM
- 招明耀先生，PMSM
- 林定安先生，PMSM
- 林祖霖先生，PMSM
- 洪克偉先生，PMSM
- 洪慶麟先生，PMSM
- 高信先生，PMSM（Mr. Roderick David George COLSON, P.M.S.M.）
- 張國威先生，PMSM
- 麥勤先生，PMSM（Mr. Nicholas Alexandre William McQUEEN, P.M.S.M.）
- 黃仲基先生，PMSM
- 黃錫鵬先生，PMSM
- 楊錦明先生，PMSM
- 蔣國華先生，PMSM
- 鄧振國先生，PMSM
- 薛家順先生，PMSM
- 叢學義先生，PMSM

香港消防事務榮譽獎章
- 陳志明先生，FSMSM
- 陳國榮先生，FSMSM
- 雲漢邦先生，FSMSM
- 黃志雄先生，FSMSM
- 楊耀榮先生，FSMSM
- 鄭德泉先生，FSMSM
- 鄧志洪先生，FSMSM
- 黎悅有先生，FSMSM
- 黎偉鎏先生，FSMSM

香港入境事務榮譽獎章
- 何金炳先生，IMSM
- 何榮德先生，IMSM
- 李國和先生，IMSM
- 韋虎章先生，IMSM
- 馬超武先生，IMSM
- 梁嘉靖先生，IMSM
- 黃威文先生，IMSM
- 鄧民傑先生，IMSM

香港海關榮譽獎章
- 何紹鍾先生，CMSM
- 陳振威先生，CMSM
- 陳漢傑先生，CMSM
- 彭洛元先生，CMSM
- 盧應權先生，CMSM

香港懲教事務榮譽獎章
- 余品超先生，CSMSM
- 李家山先生，CSMSM
- 陳漢耀先生，CSMSM
- 陳碩聖先生，CSMSM
- 曾國強先生，CSMSM
- 劉紹賢先生，CSMSM

香港廉政公署榮譽獎章
- 姚卓華先生，IMS
- 張華邦先生，IMS

### 榮譽勳章
- 譚國僑先生，MH，JP
- 邱浩波先生，MH，JP
- 陳小玲女士，MH，JP
- 楊毓照先生，MH，JP
- 方若愚先生，MH
- 王忠秣先生，MH
- 王振聲先生，MH
- 古穎慈女士，MH
- 石少峯先生，MH
- 何女士，MH
- 余枝勝醫生，MH
- 余偉燊先生，MH
- 余慕雲先生，MH
- 吳月華女士，MH
- 宋智培先生，MH
- 李冠雄先生，MH
- 李炳森先生，MH
- 李鄭潔開女士，MH
- 林松錫先生，MH
- 林興仁先生，MH
- 胡樹榮先生，MH
- 若井節子女士，MH（Ms. Suzie Setsuko WAKAI, M.H.）
- 容永祺先生，MH
- 容潔萍女士，MH
- 徐慧旋女士，MH
- 高威林先生，MH
- 張伙泰先生，MH
- 張德厚先生，MH
- 梁步青先生，MH
- 梁芙詠女士，MH
- 梁健文先生，MH
- 許嘉灝先生，MH
- 陳祖澤先生，MH
- 陳國治先生，MH
- 陳國超先生，MH
- 麥夢輝先生，MH
- 曾安琪女士，MH
- 曾彬先生，MH
- 馮兆銘先生，MH
- 馮英騏先生，MH
- 黃伯仁先生，MH
- 黃寶財教授，MH
- 楊位款先生，MH
- 楊東勝先生，MH
- 翟仕堯先生，MH
- 劉以鬯先生，MH
- 劉筱玲女士，MH
- 劉慕基先生，MH
- 歐陽婉嫻女士，MH
- 歐陽崇勳先生，MH
- 潘兆平先生，MH
- 蔡黎悅心女士，MH
- 盧偉成先生，MH
- 盧偉國博士，MH
- 龍子明先生，MH
- 戴耀廷先生，MH[註 1]
- 戴耀華先生，MH
- 譚卓權先生，MH
- 譚明德先生，MH
- 關國樂先生，MH

### 行政長官社區服務獎狀
- 方美翹女士
- 伍兆祥先生
- 朱立本先生
- 余麗芬女士
- 吳鳳清女士
- 岑東先生
- 李志光先生
- 李偉榮先生
- 李暉女士
- 李蓮女士
- 周耀榮先生
- 林創基先生
- 林照權先生
- 侯鎮球先生
- 施文奇先生（Mr. Graham SMITH）
- 胡文明先生
- 凌健真先生
- 馬錦華先生
- 梁譚和萍女士
- 許永豪先生
- 許昭暉先生
- 陳明儀女士
- 陳明耀先生
- 陳鎮坤先生
- 陳麗嫦女士
- 陶錫源先生
- 彭蘇麗容女士
- 曾鉅桓先生
- 馮文傑先生
- 黃少群先生
- 黃美美修女
- 楊建塘女士
- 葉倫明先生
- 廖強先生
- 潘世章先生
- 潘健侶先生
- 蔡玉坤先生
- 蔡志民先生
- 盧伯良先生
- 蕭樹桂先生
- 羅世光先生
- 譚惠珍女士
- 嚴天生先生

### 行政長官公共服務獎狀
- 王幸意女士
- 何錦楨先生
- 余國平先生
- 林健儀先生
- 曹永建先生
- 郭聲培先生
- 陳佩勤女士
- 陳學常先生
- 陳錦綸先生
- 曾連先生
- 黃照歡先生
- 廖志強先生
- 蔡秋桂女士
- 賴國明先生
- 羅偉鋒先生
- 譚奇珠先生
- 關莊瓈瑜女士